# アンジュラン・プレルジョカージュ

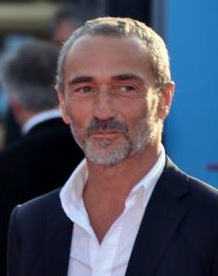
2011年のプレルジョカージュ

アンジュラン・プレルジョカージュ（Angelin Preljoçaj, アルバニア語の発音は「プレリオチャイ」、1957年1月19日 - ）は、フランスのコンテンポラリー・ダンス振付家、バレエダンサー。クラシック・バレエの伝統を踏まえつつも様々な分野のコンテンポラリー・アーティストと共同制作を行い、独自の様式を追求した作品を生み出している。1990年代初頭からパリ・オペラ座バレエ団に作品を提供している。1985年にバレエカンパニーを設立、後にこれをバレエ・プレルジョカージュと改名し、1994年以降エクス＝アン＝プロヴァンスを拠点に活動している。

## 経歴
プレルジョカージュは、イヴァングラード（現モンテネグロ・ベラネ）からの政治難民であったアルバニア系の両親の元、パリ近郊のシュシー＝アン＝ブリで生まれた。スコラ・カントルムでバレエとコンテンポラリーダンスを学んだ後、ニューヨークのマース・カニンガムに師事。アンジェ国立振付センターでの勤務を経て、1982年にモンペリエのドミニク・バグエ率いるカンパニーにダンサーとして参加する。
1984年、モンペリエ・ダンス・フェスティバルで振付家としてデビュー。1985年に自身のカンパニーを立ち上げた。1987年には、能を学ぶため日本に滞在している。1990年、映画監督・コミック作家であるエンキ・ビラルを美術・衣装監督に迎えてプロコフィエフの『ロメオとジュリエット』をリヨン・オペラ座バレエ団のために振り付けた。
1993年、芸術監督であったパトリック・デュポンに招かれ、オペラ座でバレエ・リュスへのオマージュとして『パラード』、『薔薇の精』、『結婚』の新解釈版の上演を行う。そして翌年、プレルジョカージュは、初のパリ・オペラ座バレエ団のための振付作品である『ル・パルク』を完成させた。
また2000年代初頭には彼の振り付けで、日本人ダンサー白井沙（しらいなぎさ）が裸体にて美しいダンスを披露している。その後も、ニューヨーク・シティ・バレエ団、ベルリン・ドイツ・オペラ等への作品提供や、ジャン＝ポール・ゴルチエ衣装による『白雪姫』の演出など、精力的な活動を続けている。

## 振付作品
主な作品として、以下のようなものがある。
- 1988年 : 『肉体のリキュール』－音楽：ローラン・プティガン
- 1989年 : 『結婚』(抜粋)－音楽：イーゴリ・ストラヴィンスキー
- 1989年 : 『アン・トレ・デュニオン』(抜粋)－音楽：ヨハン・ゼバスティアン・バッハ『ピアノ協奏曲第5番 BWV1056 第2楽章（ラルゴ）』
- 1990年 : 『ロメオとジュリエット』(抜粋)－音楽：セルゲイ・プロコフィエフ
- 1993年 : 『パラード』－音楽：エリック・サティ、舞台美術：黒田アキ
- 1993年 : 『薔薇の精』－音楽：カール・マリア・フォン・ウェーバー
- 1994年 : 『ル・パルク』－音楽：ヴォルフガング・アマデウス・モーツァルト、パリ・オペラ座バレエ団委嘱作品
- 1995年 : 『受胎告知』(抜粋)－音楽：ステファン・ロイ、アントニオ・ヴィヴァルディ、パリ・オペラ座バレエ団委嘱作品
- 1997年 : 『戦闘の後の風景』－音楽：ゴラン・ヴェイヴォダ
- 1998年 : 『ケンタウロス』(抜粋)－音楽：リゲティ・ジェルジュ
- 1998年 : 『カサノヴァ』－音楽：ゴラン・ヴェイヴォダ　パリ・オペラ座バレエ団委嘱作品
- 2000年 : 『MC 14/22 (これは私の体)』－音響：テッド・ザーマル、パリ・オペラ座バレエ団委嘱作品
- 2001年 : 『春の祭典』(抜粋) －音楽：イーゴリ・ストラヴィンスキー
- 2001年 : 『ヘリコプター』(抜粋)－音楽：カールハインツ・シュトックハウゼン『ヘリコプター弦楽四重奏曲』
- 2002年 : 『Near Life Experience』－音楽：エール
- 2004年 : 『メディアの夢』－音楽：マウロ・ランツァ（フランス語版）、パリ・オペラ座バレエ団委嘱作品
- 2004年 : 『N』(抜粋)－音楽・音響デザイン：ウルフ・ラングハインリッヒ、映像：クルト・ヘントシュレーガー
- 2005年 : 『Les 4 saisons... （四季）』(抜粋) －音楽：アントニオ・ヴィヴァルディ『四季』、美術・衣装：ファブリス・イベール（フランス語版）
- 2007年 : 『Empty Moves (parts I & II)』(抜粋)－音楽：ジョン・ケージ『Empty Words』
- 2007年 : 『エルドラド（日曜日の別れ）』(抜粋)－音楽：カールハインツ・シュトックハウゼン『日曜日の別れ』
- 2007年 : 『ハカ』 (全編)
- 2008年 : 『白雪姫』(抜粋)－音楽：グスタフ・マーラー、衣装：ジャン＝ポール・ゴルチエ、主役：白井沙
- 2009年 : 『綱渡り芸人』(抜粋)－ジャン・ジュネのテキストによる
- 2010年 : 『シッダールタ』－音楽：ブルーノ・マントヴァーニ、パリ・オペラ座バレエ団委嘱作品
- 2010年 : 『Suivront mille ans de calme（千年の平穏が続くだろう）』(抜粋)－音楽：ローラン・ガルニエ、ボリショイ・バレエとバレエ・プレルジョカージュのための作品

## 受賞歴・叙勲歴
- ベッシー賞（英語版）：受胎告知 (1997)
- ブノワ賞
- 1997年度フランス音楽大賞：ロメオとジュリエット
- 芸術文化勲章
- レジオンドヌール勲章 (1998)

## 映像作品
- 『白雪姫』（2009年、バレエ・プレルジョカージュ）
- 『エルドラド』（2008年、オリヴィエ・アサヤス監督、バレエ・プレルジョカージュ）
- 『MC 14/22 (これは私の体)』、『メディアの夢』（2007年、パリ・オペラ座バレエ団）
- 『ル・パルク』（1999年、デニス・カイオッツィ監督、パリ・オペラ座バレエ団）

## 文献
プレルジョカージュの執筆によるもの
- 『Parade』：ドミニク・フレタール、アンジュラン・プレルジョカージュ、黒田アキ、ティエリー・アルディッティ、ISBN 978-290803468-4
- 『Le Journal du ballet Preljocaj』：バレエ・プレルジョカージュ（1997）
- 『Pavillon Noir』：アンジュラン・プレルジョカージュ、ルディ・リッチョッティ、ISBN 978-291517319-2

プレルジョカージュに関する文献
- 『Angelin Preljocaj』：イスマイル・カダレ、ジャン・ボラック、ブリジット・パウリーノ＝ネト、ロマン・ポランスキー（1992）、ISBN 978-220037287-3.
- 『Angelin Preljocaj』：アニエス・フレシェル、ガイ・デライエ（2003）、ISBN 978-274274623-1.
- 『Angelin Preljocaj, Topologie de l'invisible』：フランソワーズ・クルス、黒田アキ(本とDVD)（2008）、ISBN 978-235021152-7.